# Ograniczenia (automatyka)
Ograniczenia występujące w układach automatyki można podzielić na:
- twarde – które wynikają z ograniczeń fizycznych możliwości elementów wykonawczych, np. maksymalne otwarcie zaworu, kąt wyłożenia steru statku, szybkość przesuwania steru (lub innego elementu wykonawczego) – naruszenie tych ograniczeń jest niemożliwe;

- miękkie – które wynikają z natury technologicznej procesu i chwilowo mogą być naruszane, choć grozi to określonymi konsekwencjami, np. złym składem produktu, nieodpowiednią wartością pH, itp.

Ograniczenia w układzie regulacji mogą być nałożone na stan (zob. zmienna stanu) jak i na sterowania (zob. zmienna sterująca).